# Río Escondido
Río Escondido är en 88 km lång flod i Nicaragua som rinner ut i Karibiska havet. Den börjar där floderna Río Siquia och Río Mico möts i kommunen El Rama och den rinner ut i havet vid Bluefields. Dess avrinningsområde är 11 650 km2. Floden är den kommersiellt viktigaste floden i landet och en viktig transportled mellan västra Nicaragua och den karibiska kusten.
Hela floden är navigerbar med havsgående fartyg, och den har ett signalsystem som möjliggör navigering på natten. I El Rama, några kilometer nedströms från flodens början, ligger landets tredje största hamn och en av endast två hamnar som hanterar kontainertrafik. Hamnen heter Puerto Arlen Siu till minne av sångerskan, revolutionären och martyren Arlen Siu. Vid flodens mynning, i El Bluff, ligger Puerto El Bluff, som landets är femte största hamn.

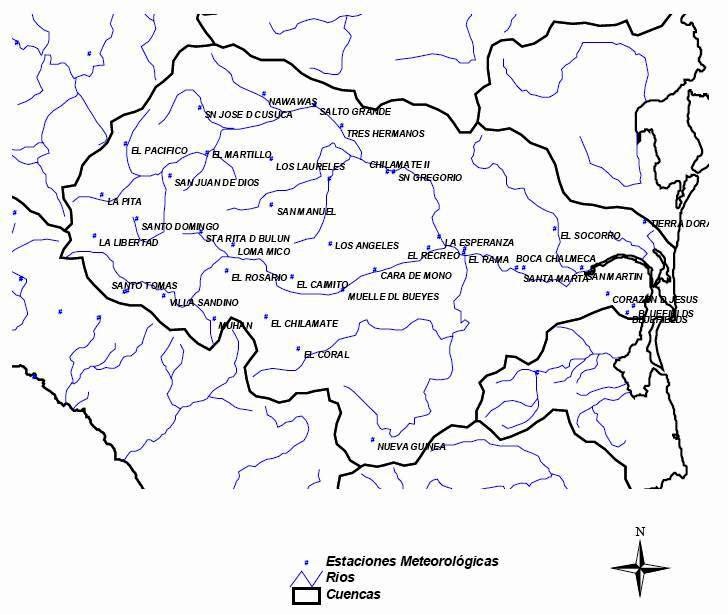
Floden Río Escondidos avrinningsområde.

Flodens avrinningsområde inkluderar den södra delen av det Nicaraguanska höglandet i Chontales samt de centrala delarna av Región Autónoma de la Costa Caribe Sur.
Den 28 mars 2017 inträffade det en olycka på floden då det stora havsgående lastfartyget Jan Caribe med destination Puerto Arlen Siu krockade med den mindre flodbåten Capitán D som hade gods och passagerare som skulle till Bluefields. Krocken filmades från flodbåten. Turligt nog omkom inga människor.